# Constantin von Ettingshausen
Le baron Constantin von Ettingshausen est un botaniste et un paléontologue autrichien, né le 16 juin 1826 à Vienne et mort le 1er février 1897 à Graz.

## Biographie
Il obtient son titre de docteur en médecine à Vienne et devient, en 1854, professeur de botanique et d’histoire naturelle à l’École de médecine de l’académie militaire de la ville.
En 1871, il obtient un poste de professeur de botanique à Graz, fonction qu’il conserve presque jusqu’à sa mort. Ses travaux portent principalement sur la flore du Tertiaire d’Europe et des flores fossiles d’Australie et de Nouvelle-Zélande.

## Publications
- (de) Physiographie der MedicinalPflanzen (1862).
- (de) Die Farnkruter der Jetztwelt zur Untersuchung and Bestimmung der in den Formationen der Erdrinde eingeschiossenen Uberreste von vorweltlichen Arten dieser Ordnung nach dem Flchen-Skelet bearbeitet (1865).
- (de) Physiotypia plantarum austriacarum, avec Alois Pokorny (1826-1886) (1873).
- (en) A Monograph of the British Eocene Flora, avec John Starkie Gardner (1844-1930) (deux volumes, 1879-1886).